# Сядрине
Ся́дрине — село в Україні, у Корюківській міській громаді Корюківського району Чернігівської області. Населення становить 835 осіб. До 2016 орган місцевого самоврядування — Сядринська сільська рада, якій  були підпорядковані села Будище та Самотуги та Тельне.

## Географія
Село розташоване на річці Сядринка, що впадає в Убідь за 18 км від районного центру і залізничної станції Корюківка. Висота над рівнем моря — 146 м.

## Демографія
За даними сайту Верховної Ради України в Сядрино станом на початок 2012 року мешкає 835 жителів.
| 1866 | 1897 | 1988 | 2012 |
| ---- | ---- | ---- | ---- |
| 235  | 595  | 839  | 835  |
| ▲    | ▲    | ▲    | ▼    |

## Історія
Село утворилось на початку XVII століття. Навколишні землі одержав від Мазепи його зять, що був одружений з сестрою Мазепи на прізвище Забіла. Син Забіли, якому батько віддав маєток, програв його в карти поміщику Добровольському.
У Національній книзі пам'яті жертв Голодомору 1932—1933 років в Україні записаний один мешканець села, який помер від голоду.
Під час Другої світової війни на фронті та у партизанському русі брали участь 99 мешканців села, 66 з яких загинули.
12 червня 2020 року, відповідно до розпорядження Кабінету Міністрів України № 730-р «Про визначення адміністративних центрів та затвердження територій територіальних громад Чернігівської області», увійшло до складу Корюківської міської громади.
19 липня 2020 року, в результаті адміністративно-територіальної реформи та ліквідації колишнього Корюківського району, село увійшло до складу новоутвореного Корюківського району.

## Історичні пам'ятки
Поблизу села були знайдені поселення бронзової доби та кургани часів Київської Русі.

## Відомі люди
Гарнієр Олександр Миколайович — онук паризького комунара, революціонер, балтійський моряк човна «Разящий», учасник так званого штурму Зимового палацу в Петрограді, комісар, а згодом командир Першого Революційного полку ім. В. І. Леніна.